# St-Louvent (Rembercourt-aux-Pots)

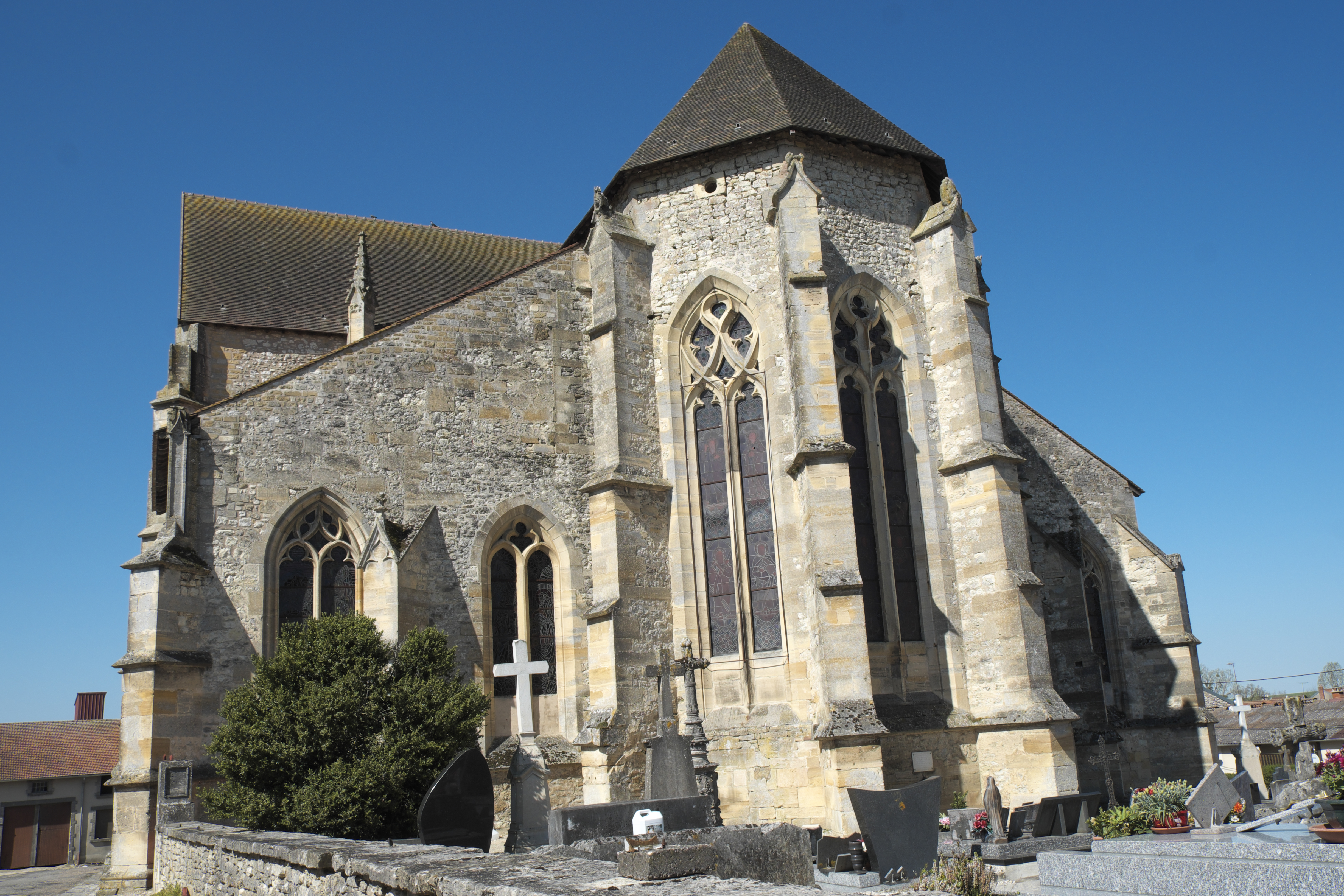
Kirche Saint-Louvent

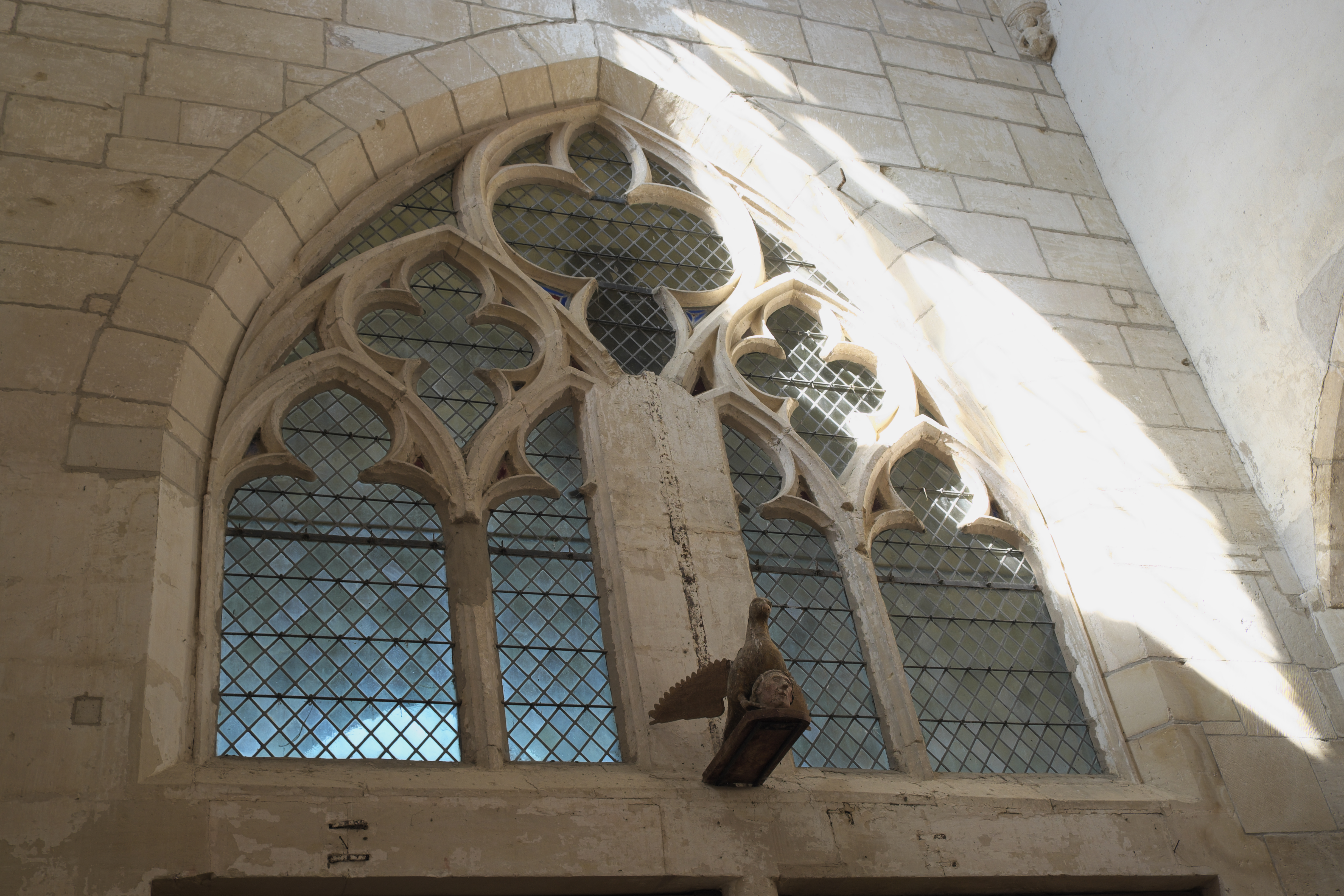
Maßwerkfenster über dem Westportal (Innenseite), Adler mit dem Kopf des heiligen Louvent

Die katholische Pfarrkirche Saint-Louvent in Rembercourt-aux-Pots, einem Ortsteil der Gemeinde Rembercourt-Sommaisne im Département Meuse der französischen Region Grand Est, wurde um 1500 errichtet. Die Kirche ist dem heiligen Lupentius (französisch Saint Louvent) geweiht, der nach der Legende im 6. Jahrhundert auf Geheiß der Königin Brunichild ermordet worden sein soll. Die Kirche gehört zu den ersten Bauwerken, die im Jahr 1840 als Monument historique in die Liste der Baudenkmäler in Frankreich aufgenommen wurden.

## Geschichte
Bereits im frühen 7. Jahrhundert soll über dem Haupt des heiligen Lupentius, das nach der Legende durch einen Adler auf die felsige Anhöhe über dem Ort verbracht worden sein soll, ein erstes Gotteshaus entstanden sein. Ein späterer Kirchenbau wurde vermutlich während des Hundertjährigen Krieges zerstört. Die heutige Kirche wurde um 1500 unter dem Herzog René II. von Lothringen erbaut.

## Architektur

### Außenbau

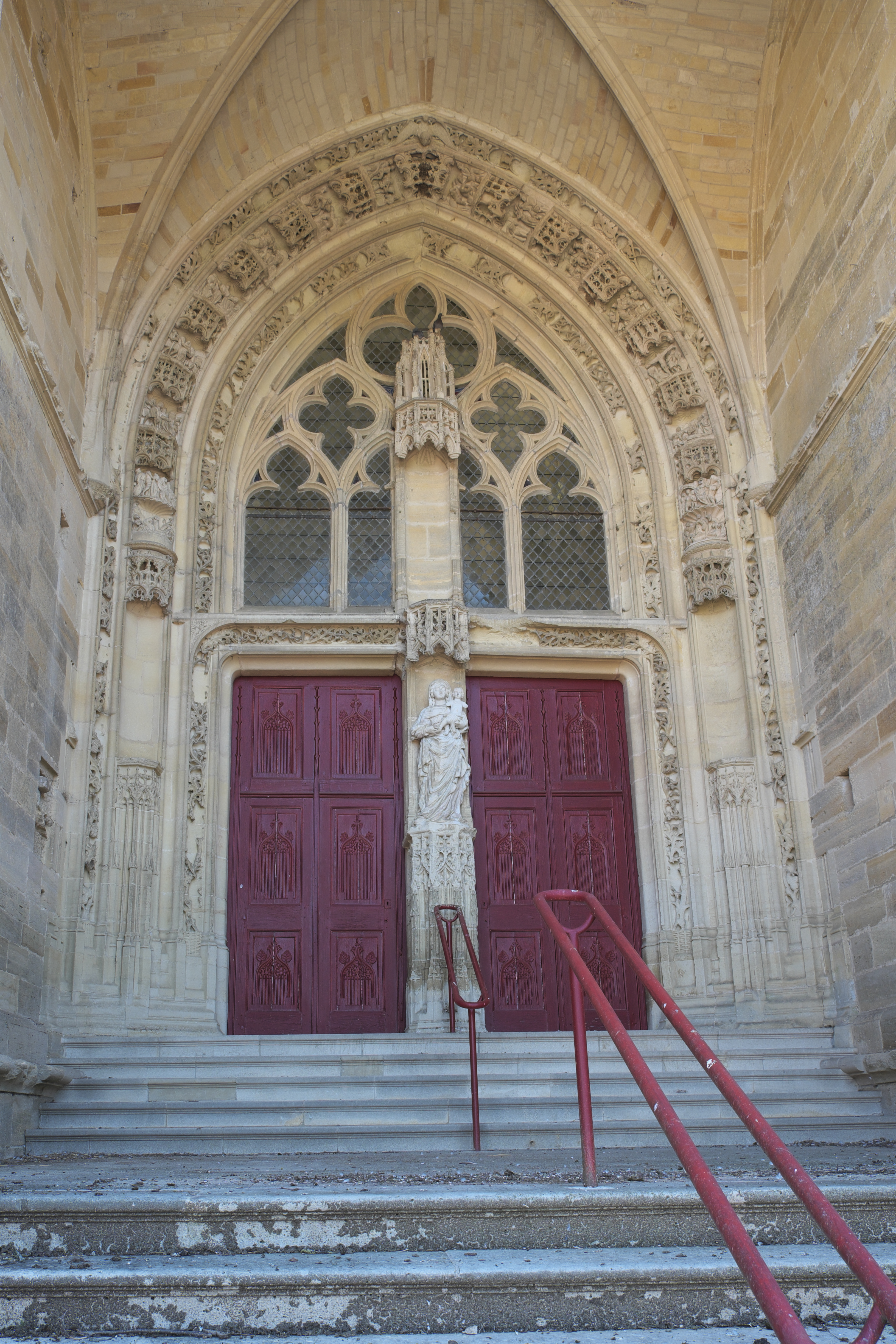
Westportal

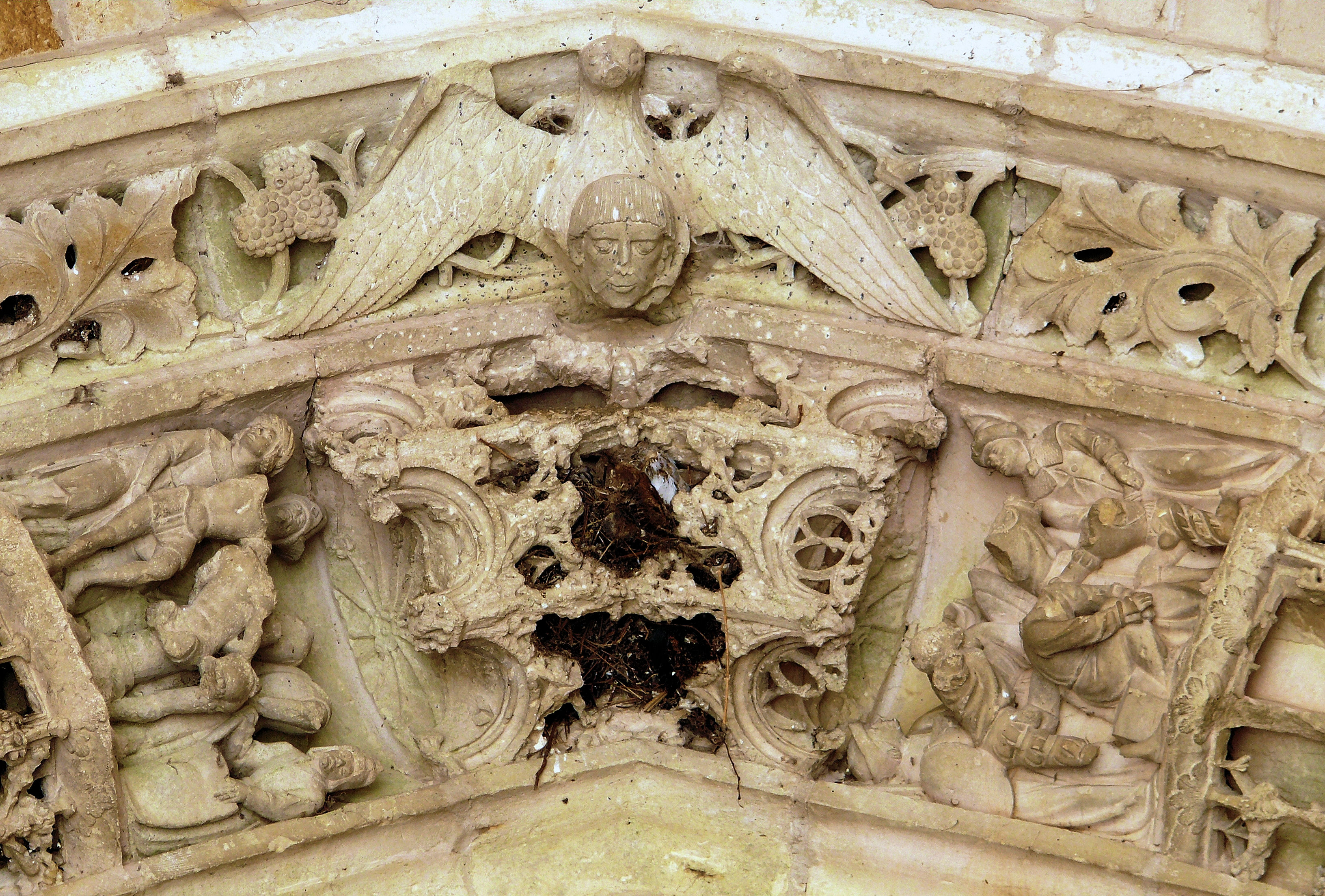
Adler mit dem Kopf des heiligen Louvent

An der von vier weit vorragenden Strebepfeilern gegliederten Westfassade verläuft über der Portalzone ein Band mit Reliefdarstellungen. Das in eine Vorhalle integrierte Westportal wird von zwei kleineren Portalen flankiert. Es ist im Stil der Renaissance gestaltet und stammt wie die auf einem reich verzierten Sockel unter einem Baldachin stehende Madonna mit Kind am Trumeaupfeiler aus dem frühen 16. Jahrhundert. Das Tympanon wird von einem gotischen Maßwerkfenster durchbrochen. Die Archivolten sind mit Baldachinen im Stil der Flamboyantgotik verziert, darunter sieht man Szenen der Passion, der Auferstehung und der Aussendung des heiligen Geistes. In der Mitte der oberen Archivolte ist der Adler dargestellt, der nach der Legende das Haupt des heiligen Louvent nach Rembercourt gebracht haben soll.
Das Nordportal, die Porte Saint-Nicolas, ist ebenfalls in eine von einem Kielbogen mit Kreuzblume gerahmte Vorhalle eingebaut. Über der kreuzrippengewölbten Vorhalle verläuft eine Balustrade im Flamboyantstil. Die Säulen mit ihren Kapitellen am Südportal stammen noch aus der romanischen  Vorgängerkirche. Das ursprüngliche Tympanon wurde wie die Kirche während des Hundertjährigen Krieges zerstört und durch einen schlichten Architrav ersetzt. Über dem Portal wurde in der Zeit der Gotik ein dreibahniges Maßwerkfenster eingesetzt.

### Innenraum

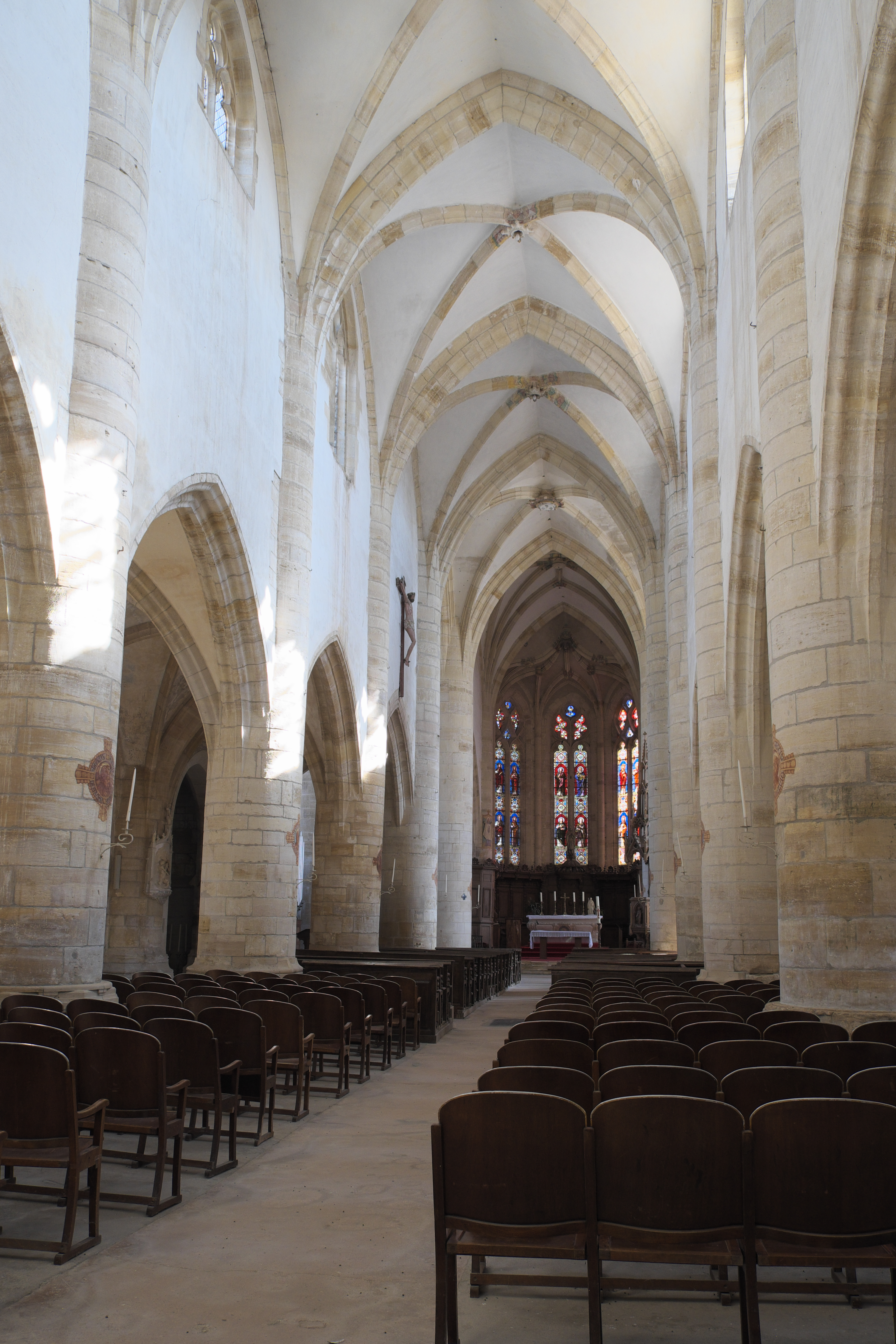
Innenraum

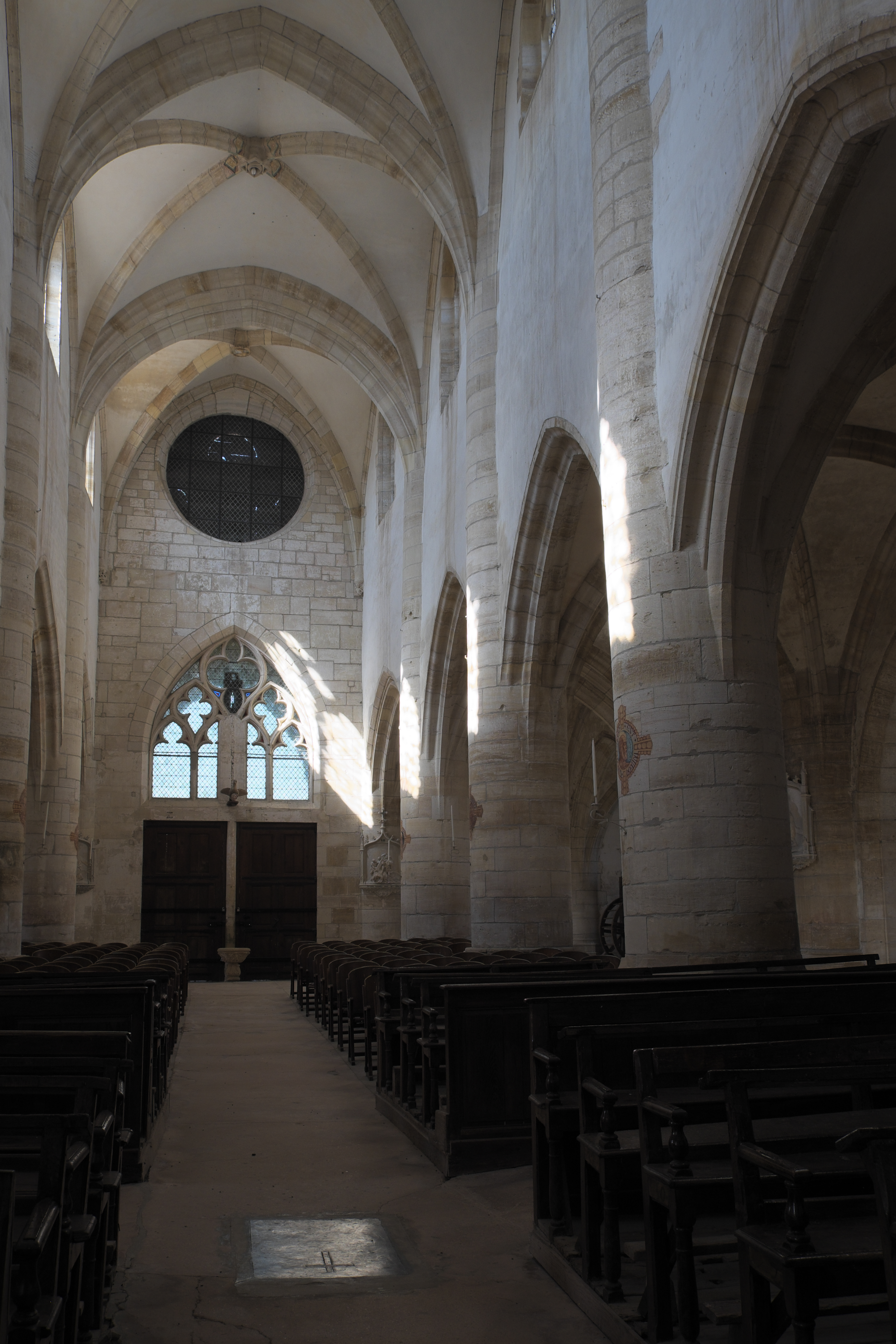
Innenraum

Die Kirche mit dem Grundriss eines lateinischen Kreuzes hat eine Länge von 56 Metern, eine Höhe von 18 Metern und im Querhaus eine Breite von 28 Metern. Das dreischiffige Langhaus ist in fünf Joche gegliedert, der Aufriss ist zweigeschossig. Auf beiden Seiten des Hauptschiffs öffnen sich fünf spitzbogige Arkaden zu den Seitenschiffen, die wie das Hauptschiff von Kreuzrippengewölben gedeckt sind. Die Gewölberippen ruhen auf Halbsäulen, die von den zwölf massiven Säulen der Mittelschiffarkaden aufgefangen werden. Die zwölf Säulen werden als Hinweis auf die zwölf Apostel gedeutet.
Die Säulen wurden 1938 von Raymond Cailly mit Malereien versehen, auf denen die Apostel mit ihren Attributen dargestellt sind. Auf zwei Säulen im Chor sind rechts der Apostel Paulus mit dem Schwert und links die heilige Veronika mit dem Schweißtuch Christi zu sehen.

## Chorgestühl
Das Chorgestühl stammt aus der ehemaligen Zisterzienserinnenabtei Sainte-Hoïlde in Bussy-la-Côte, die während der Französischen Revolution aufgelöst wurde. Die aus Eichenholz geschnitzten Chorstühle wurden im 17. Jahrhundert angefertigt. Sie weisen einen reichen Dekor aus geflügelten Engelsköpfen und -büsten, aus Früchten, Blüten und Blättern auf. Das Chorgestühl, von dem ein Teil auch in der Kirche von Neuville-sur-Ornain aufgestellt wurde, gehört zu den ersten Objekten, die im Jahr 1840 als Monument historique eingestuft wurden.

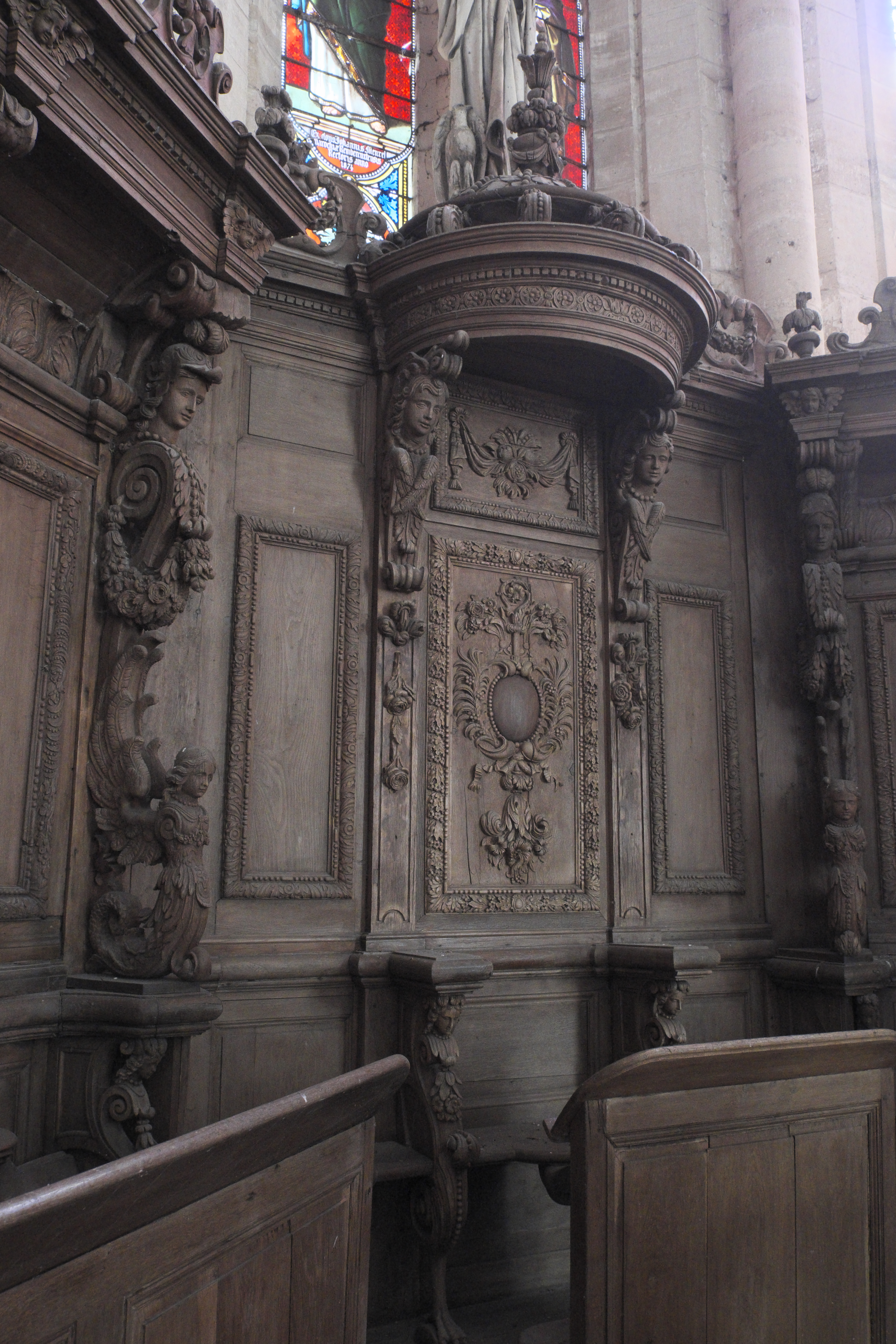
Chorgestühl
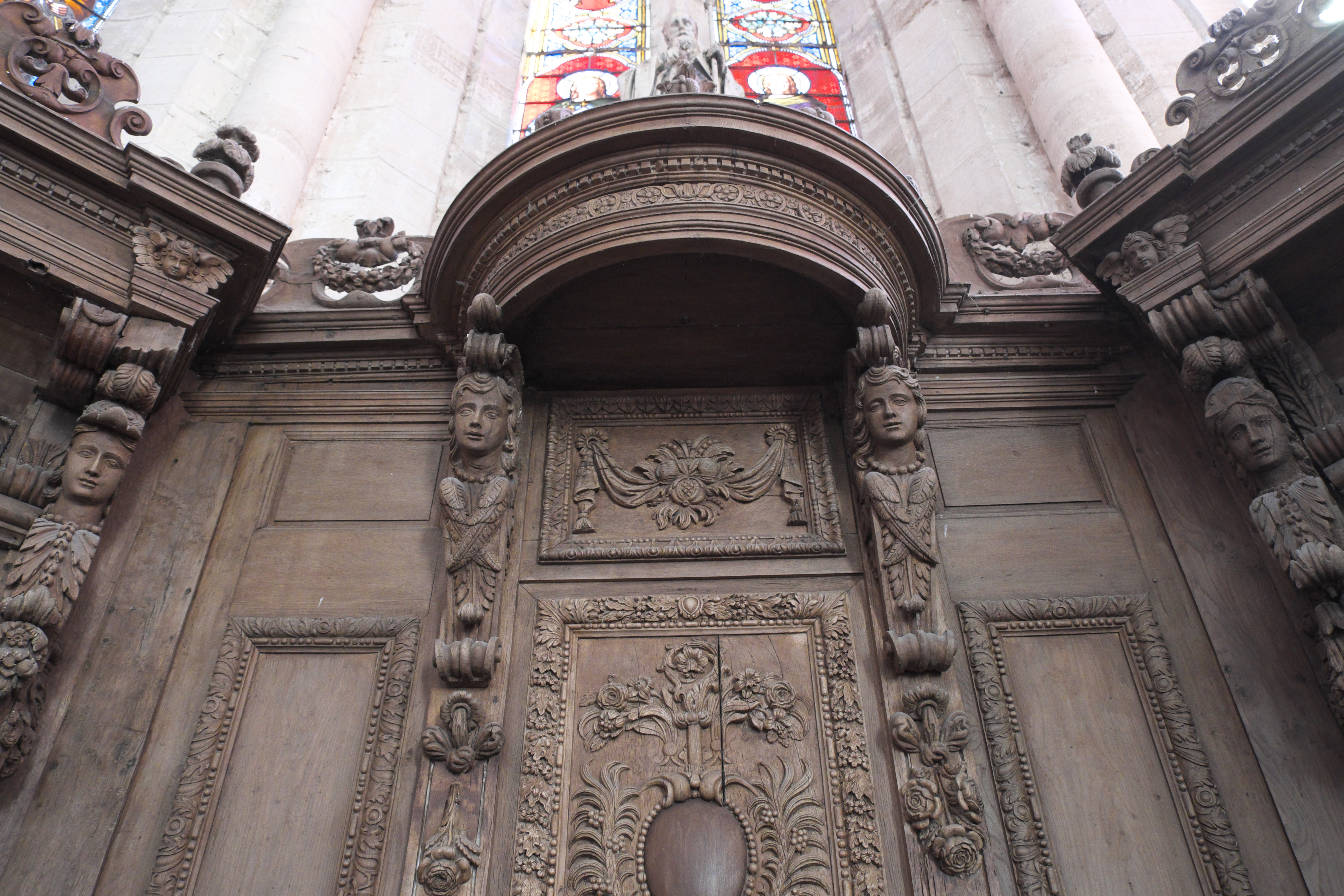
Chorgestühl
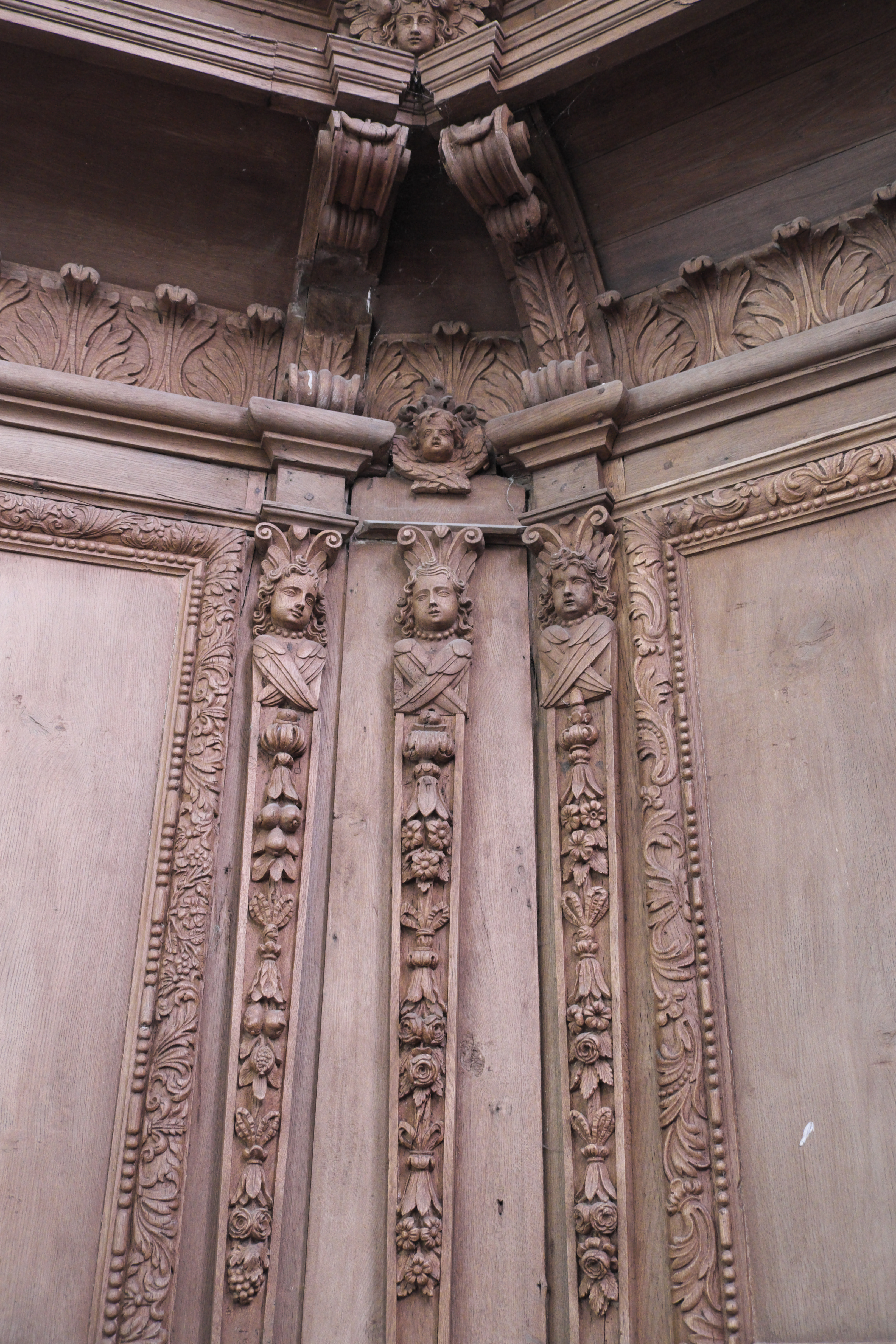
Chorgestühl
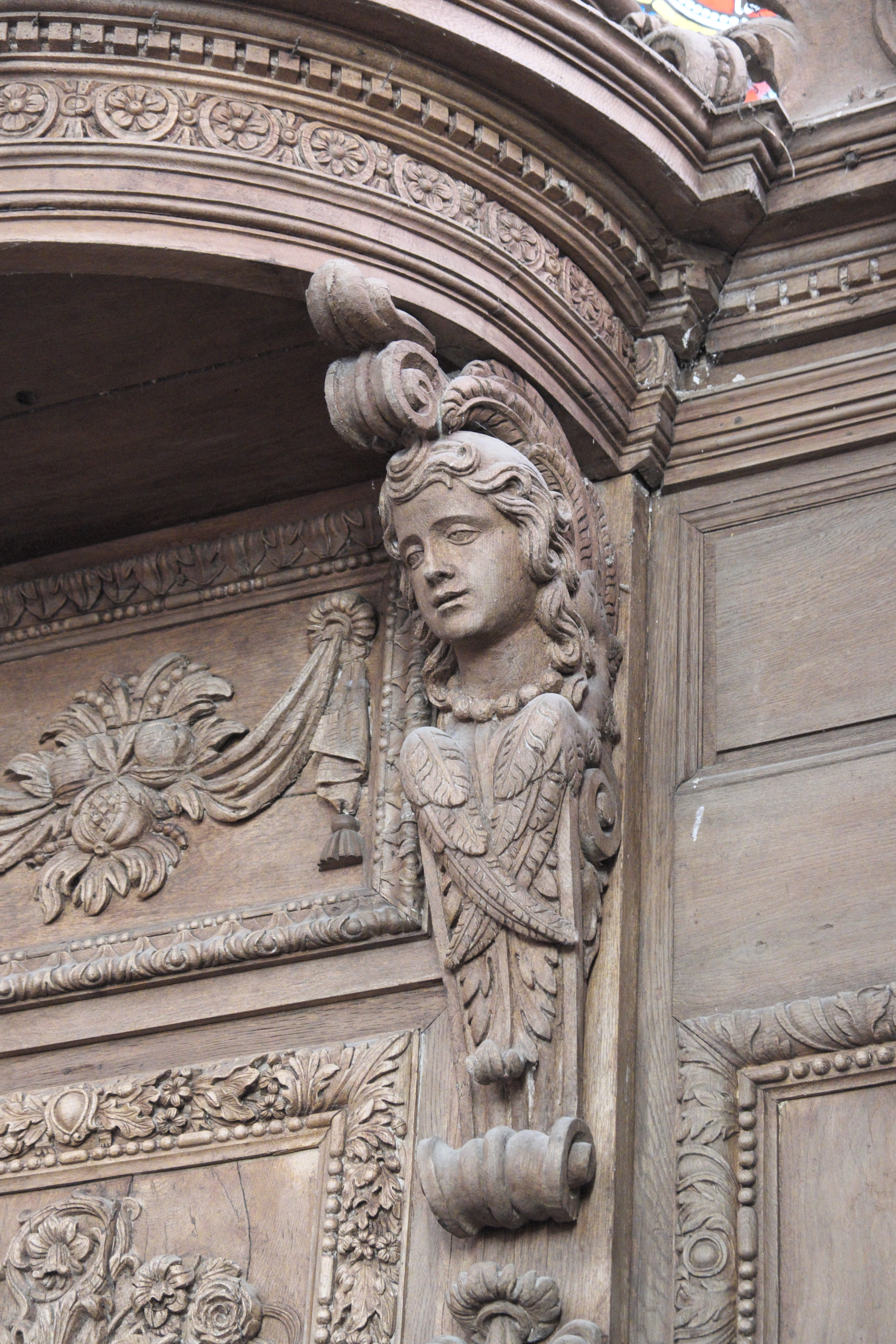
Chorgestühl

## Weitere Ausstattung
- Die holzgeschnitzte Figur des heiligen Christophorus ist eine Arbeit aus dem 17. Jahrhundert.[3]
- Das Weihwasserbecken aus Kalkstein wird ebenfalls ins 17. Jahrhundert datiert.[4]
- Das polygonale Taufbecken in der Chapelle Saint-Jean-Baptiste stammt aus dem 14. Jahrhundert.

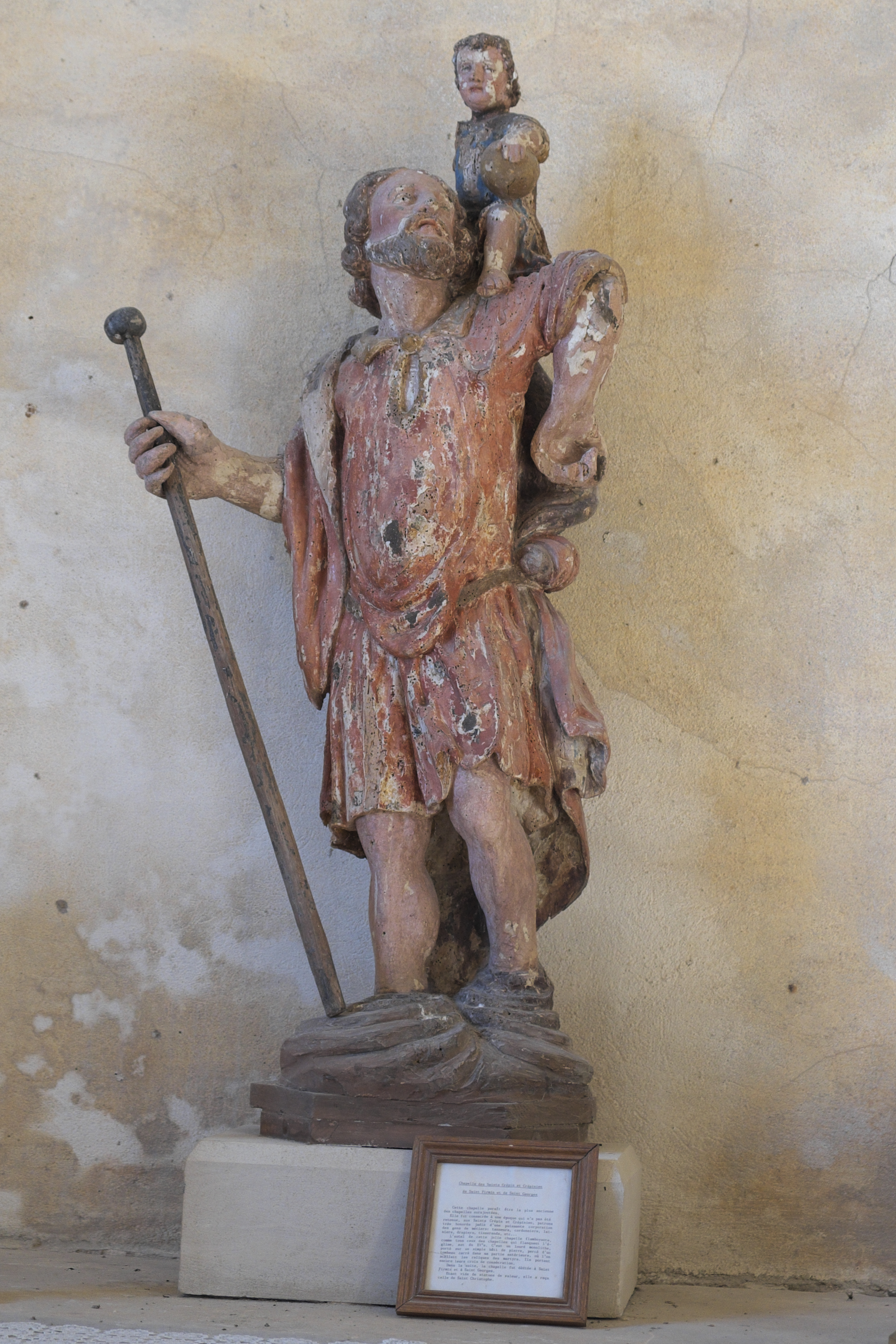
Heiliger Christophorus
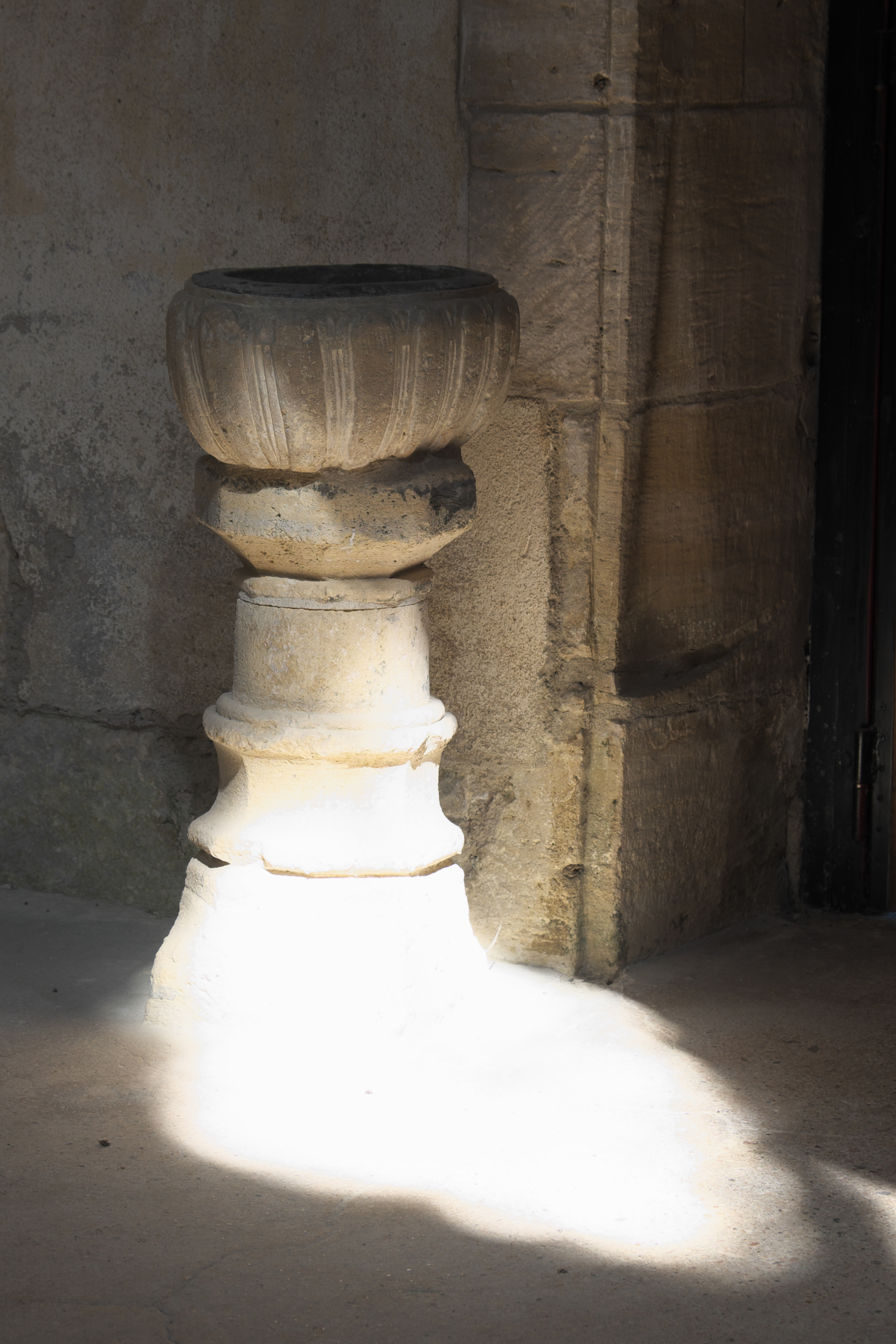
Weihwasserbecken
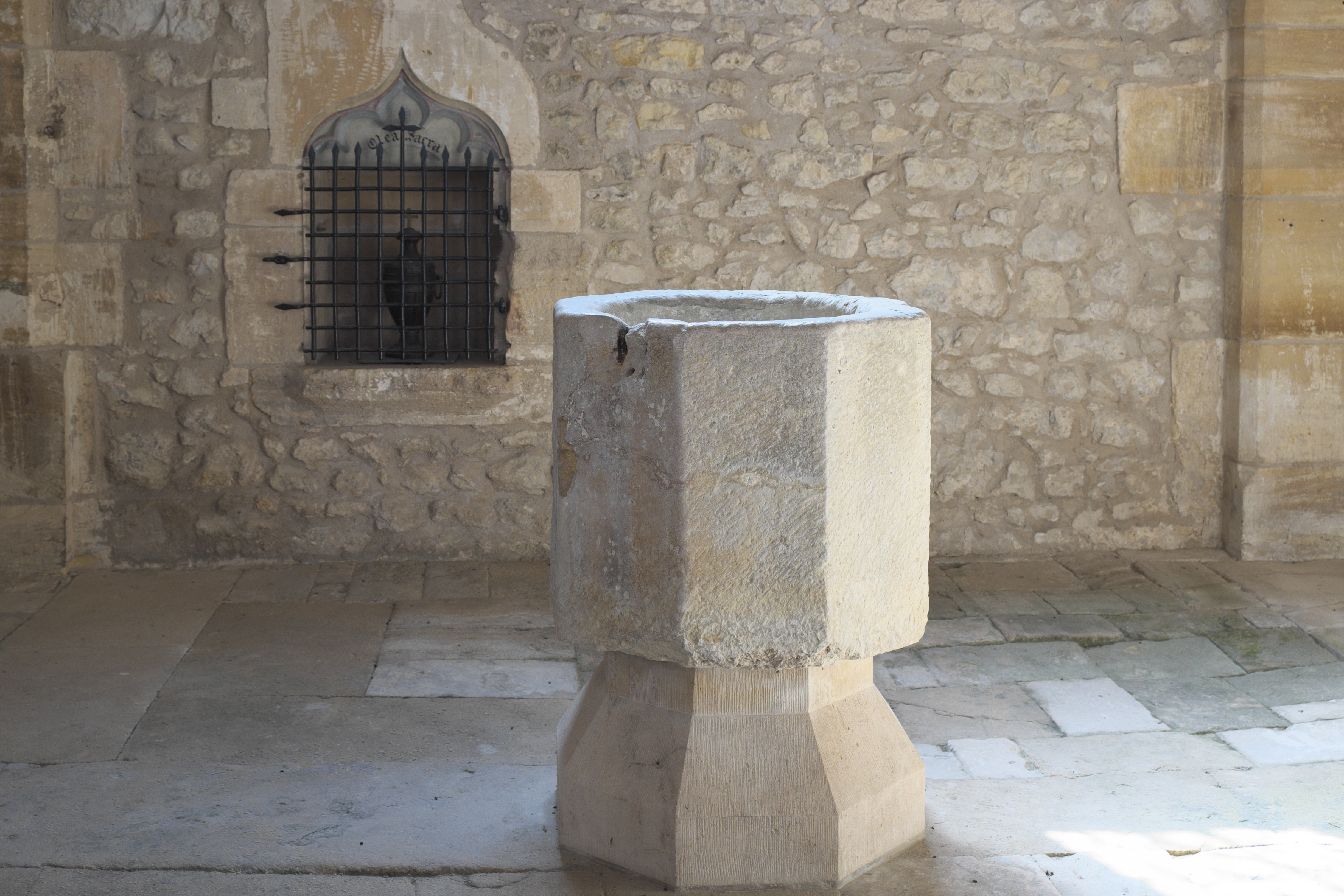
Taufbecken

## Epitaphe und Grabsteine
- In den Fußboden eingelassen ist die Grabplatte für Collin Driget, einen Kaufmann von Rembercourt und Begründer des Hôtel-Dieu. Auf der Grabplatte aus dem 16. Jahrhundert sind eine umlaufende Inschrift und die Gestalt des Verstorbenen eingraviert.[5]
- Eine schwarze Marmortafel aus dem 17. Jahrhundert erinnert mit einer Inschrift in römischer Majuskel an Pierre Duperon, Aide-de-camp der französischen Könige Ludwig XIII. und Ludwig XIV., und seine Gemahlin Marie Chapereau.[6]

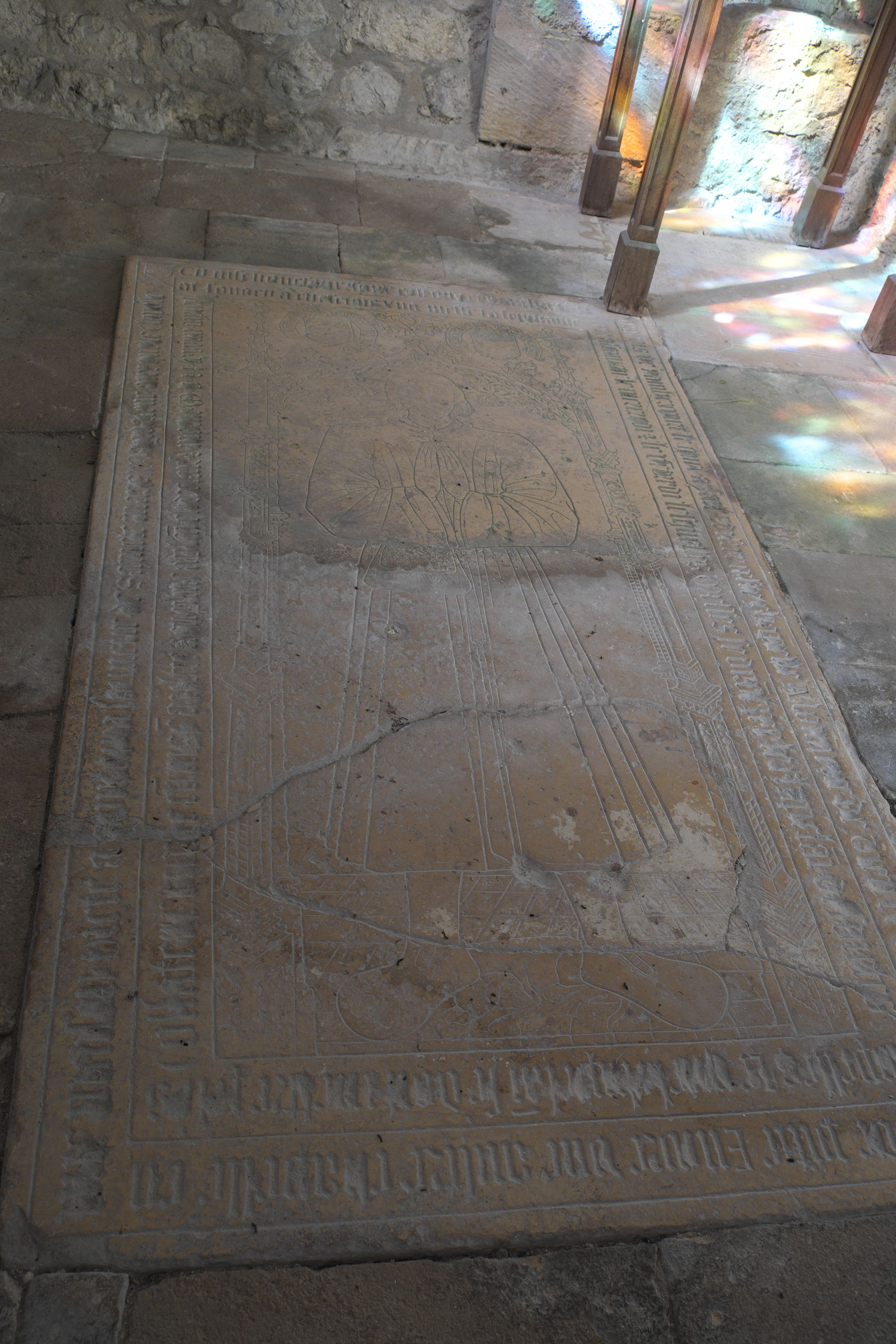
Grabplatte für Collin Driget
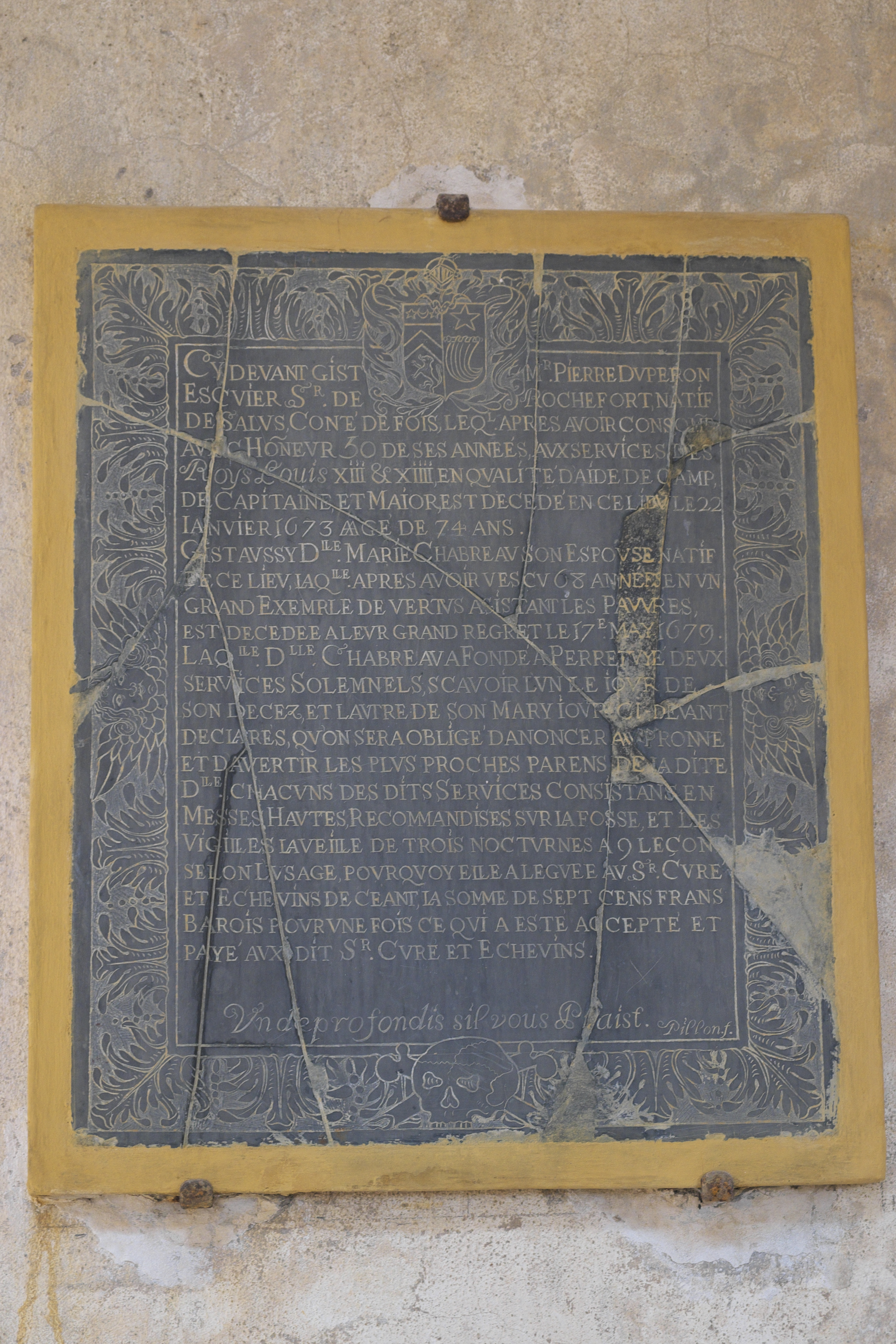
Epitaph für Pierre Duperon und Marie Chapereau